# Ранда, Антонин
Антонин Ранда (8 июля 1834 года, Бистрице-над-Углавой — 6 октября 1914 года, Добржиховице) — австро-венгерский чешский юрист и законовед, преподаватель.

## Биография
В 1858 году получил степень доктора права, с 1860 года был доцентом, с 1862 года экстраординарным и с 1868 года ординарный профессор гражданского и торгового права юридического факультета университета Карла-Фердинанда в Праге. После разделения Пражского университета на два отдельных с чешским и немецким языком преподавания был избран первым проректором (в 1882—1883 годах) и затем вторым ректором (в 1883—1884 годах) чешской части университета. В 1872 и 1885 годах избирался деканом юридического факультета. 
Состоял почётным доктором университетов Болоньи и Кракова, с 1881 года был пожизненным членом австро-венгерской палаты господ и имперского суда. В 1904—1906 годах занимал министра окраин в правительства Эрнста Кербера, Пауля Гётци и Конрада Гогенлоэ. В 1908—1914 годах был вторым президентом Чешской академии императора Франца Иосифа наук, литературы и искусств.
Оставил работы по гражданскому праву, торговому праву, обменному, книжному и водному законодательству. Главное его произведение, написанное по-немецки, — «Der Besitz nach österreichischem Rechte etc.» (Лейпциг, 1865, 4-е издание — 1895). Другие его труды: «Der Erwerb der Erbschaft» (Вена, 1867); «Beiträge zum österreichischem Wasserrecht» (3 издания, Прага, 1891); «Das Eigentumsrecht nach österreichischem Rechte» (Лейпциг, 1884; 2-е издание — 1893); на чешском языке — «Руководство торгового права» (2 издания, 1892) и ряд статей и монографий.